# Óscar Manzanárez
Óscar Gibram Manzanárez Pérez (Ensenada, Baja California, 24 de abril de 1995) es un futbolista mexicano que se desempeña como defensa central en el Querétaro Fútbol Club de la Primera División de México.

## Trayectoria

### Club Santos Laguna

#### 1.ª etapa
Debutó profesionalmente el día miércoles 10 de agosto de 2016 con el Club Santos Laguna enfrentando a los Tiburones Rojos de Veracruz, encuentro correspondiente a la Copa México que culminó con marcador de 4-1 a favor de los veracruzanos.
Jugo su primer partido en la Primera División de México en el empate a un gol entre el Club de Fútbol Monterrey y los guerreros disputado el 9 de noviembre de 2017.

#### 2.ª etapa
Regresó, en septiembre de 2022, a Torreón tras su paso por el Tampico Madero Fútbol Club y el Deportivo Malacateco.

### Querétaro Fútbol Club
En junio de 2023, se anunció su llegada al Querétaro Fútbol Club para el Apertura 2023. El 2 de julio disputó su primer partido en la victoria 0-2 del Querétaro sobre su exequipo.

## Palmarés

### Títulos nacionales
| Título       | Club                 | País   | Año  |
| ------------ | -------------------- | ------ | ---- |
| Expansión MX | Tampico Madero F. C. | México | 2020 |